# Episodi de L'attrice
La prima stagione della serie televisiva drammatica turca L'attrice (Aktris), composta da 8 episodi, è stata distribuita sul servizio di streaming Disney+ tramite il portale Star il 31 maggio 2023.
| n° | Titolo originale | Titolo italiano    | Pubblicazione Turchia | Pubblicazione Italia |
| -- | ---------------- | ------------------ | --------------------- | -------------------- |
| 1  | Sebebi Yok       | Il cacciatore      | 31 maggio 2023        | 31 maggio 2023       |
| 2  | Yakında Öleceğim | Lo stalker         | 31 maggio 2023        | 31 maggio 2023       |
| 3  | Tesadüfler       | Strane coincidenze | 31 maggio 2023        | 31 maggio 2023       |
| 4  | Biraz Duygu      | Fuori controllo    | 31 maggio 2023        | 31 maggio 2023       |
| 5  | Mi Amor!         | Mon Amour          | 31 maggio 2023        | 31 maggio 2023       |
| 6  | Fatih!           | Fatih!             | 31 maggio 2023        | 31 maggio 2023       |
| 7  | Ölmenin Hayali   | Spalle al muro     | 31 maggio 2023        | 31 maggio 2023       |
| 8  | Mutluluk         | La fine            | 31 maggio 2023        | 31 maggio 2023       |